# 云南核果茶
云南核果茶（学名：Pyrenaria yunnanensis）为山茶科核果茶属下的一个种。其种加词 yunnanensis 意为“云南的”。